# Henry F. Sherwood
Henry Francis Sherwood (* 22. November 1921 in Berlin als Heinrich Weizenbaum; † 25. Juli 2005 in Bayonne, Frankreich) war ein deutschstämmiger Computer-Pionier, der später die US-amerikanische Staatsbürgerschaft annahm. Einer seiner Brüder war der Informatiker und Wissenschaftskritiker Joseph Weizenbaum (1923–2008).

## Leben
Heinrich Weizenbaums Eltern waren der Hofkürschnermeister Jechiel Weizenbaum und dessen zweite Ehefrau Henriette. Der Vater hatte aus erster Ehe bereits einen Sohn, Leo Weizenbaum. Im Januar 1923 wurde sein jüngerer Bruder Joseph Weizenbaum geboren. Die wohlhabende Familie lebte in der Charlottenstraße unweit des Gendarmenmarktes. Zunächst besuchte Heinz Weizenbaum das Luisenstädtische Realgymnasium, bis auf Grundlage eines Gesetzes jüdische Schüler keine staatlichen Schulen mehr besuchen durften und er an eine jüdische Schule wechselte. Im Jahr 1935 feierte er seine Bar Mitzwa in der Synagoge an der Fasanenstraße.
Aufgrund des stärker werdenden Drucks auf jüdische Menschen in Deutschland entschloss sich die Familie zur Emigration in die USA. Die dafür notwendige Bürgschaft stellten in Detroit lebende Verwandte, so dass die Weizenbaums im Januar 1936 in Bremerhaven an Bord des Schnelldampfers Bremen gehen und Deutschland verlassen konnten. Die Familie ließ sich in Detroit nieder, wo der Vater im Pelzhandel tätig war. Heinz Weizenbaum lernte zügig Englisch und schloss sich dem ROTC an. Nach Absolvierung der Highschool widersetzte er sich dem Wunsch seines Vaters, in den Pelzhandel einzusteigen, und arbeitete aushilfsweise in einem Bekleidungsgeschäft. Die katholische Personalchefin des Geschäftes machte ihn mit dem Kapuziner-Mönch Father Solanus Casey bekannt, mit dem er bald Freundschaft schloss. Er entschloss sich zur Konversion und wurde 1940 von Casey getauft.
Im Jahre 1942 meldete sich Heinrich Weizenbaum freiwillig zur Armee. Aufgrund seines ROTC-Trainings und seiner deutschen Herkunft ging er davon aus, eine Offiziersausbildung zu erhalten und nach Europa versetzt zu werden. Er wurde jedoch der 33. Infanteriedivision zugeteilt, die im pazifischen Raum eingesetzt wurde. Die damalige Gesetzeslage erforderte für einen Auslandseinsatz, dass der Soldat die US-amerikanische Staatsangehörigkeit besäße. So wurde Heinrich Weizenbaum am 4. Juni 1943, kurz vor der Verschiffung seiner Einheit nach Hawaii, in einem Schnellverfahren eingebürgert.
Im Zuge der Einbürgerung merkte der Richter an, dass ein Neubürger das Recht hat, einen neuen Namen zu wählen. Weizenbaum wählte den Namen Henry Francis Sherwood. Den Beinamen Francis wählte er nach einem seiner Vorbilder, dem heiligen Franziskus, den Nachnamen nach dem Wald aus den Geschichten um Robin Hood. Während des Krieges war Sherwood beteiligt an Operationen auf Neuguinea, Morotai, den Philippinen und zuletzt an der Besetzung Japans.
Von 1966 bis 1977 war er Leiter des europäischen Diebold-Forschungsprogramms in Deutschland. Anschließend gründete er seine Firma Sherwood & Associates mit Sitz in Bad Homburg vor der Höhe, die die Sicherheit von Rechenzentren und IT-Installationen testete.
Sherwood war zweimal verheiratet und hatte neun Töchter und einen Sohn. Er starb im Alter von 83 Jahren an einer Infektion nach zunächst überstandener Bypass-Operation.

## Zitate
“I am grateful for your prayers, after all, we have the same God. However I am also mentally prepared not to come off the OP table alive, not being brave but realistic and grateful that I could spend so many years on this planet. Shalom, Henry.”

„Ich bin dankbar für eure Gebete, immerhin haben wir denselben Gott. Dennoch bin ich mental darauf vorbereitet, nicht lebendig vom OP-Tisch aufzustehen, nicht, weil ich tapfer bin, sondern realistisch und dankbar, dass ich so viel Jahre auf diesem Planeten bleiben konnte. Shalom, Henry“